# YMCA Central Building
El YMCA Central Building, también conocido como Olympic Towers, es un edificio histórico de la YMCA ubicado en la ciudad de Búfalo en estado de Nueva York. El edificio de ladrillo de color tostado con detalles de piedra arenisca fue diseñado por los arquitectos locales Green & Wicks y construido en 1901-1902. El edificio albergaba el tercer capítulo más antiguo de la YMCA en Estados Unidos hasta que se convirtió para uso de oficina a principios de la década de 1980.

## Historia
El complejo de edificios consta de un edificio de estilo renacentista inglés-flamenco con una torre de 10 pisos, una estructura de oficinas de vidrio y acero de 4 pisos que se agregó en 1986 y un atrio de conexión de 4 pisos.
En enero de 2012, el edificio se vendió por 2,5 millones de dólares.
Fue incluido en el Registro Nacional de Lugares Históricos en 1983.